# Улица Маршала Бирюзова (Полтава)
Улица Решетиловская (до 2023 года Ма́ршала Бирюзо́ва) — улица в Киевском районе города Полтавы. Пролегает от площади Зыгина до границы города (улицы Полевой).

## Происхождение названия
Первоначальное название — Решетиловская. В 1979 году переименована в честь Сергея Семёновича Бирюзова (1904—1964) — Маршала Советского Союза, Героя Советского Союза. Во время Великой Отечественной войны командир дивизии, начальник штаба армии, фронта, командующий армией. После войны занимал ряд крупных командных постов, в том числе был начальником Генштаба Вооружённых сил СССР в 1963—1964 годах. В 2023 году была переименована в улицу Решетиловскую.

## Примечательные здания и сооружения

### По нечётной стороне
- № 17 — ПрАО «Полтавский маслоэкстракционный завод — Кернел Груп»;
- № 27 — OAO «Полтавский машиностроительный завод».

### По чётной стороне
- № 2 — кондитерская фабрика «Полтавакондитер»;
- № 26 — музей истории пожарной охраны;
- № 26/1 — Полтавский профессиональный лицей сферы услуг;
- № 32 — отделение полиции №1;
- № 32 — средняя школа №11.

## Галерея
- Памятный знак в честь 50-летия операции «Фрэнтик»
- Памятный знак «Слава освободителям» (гаубица-пушка)